# Температурная группа

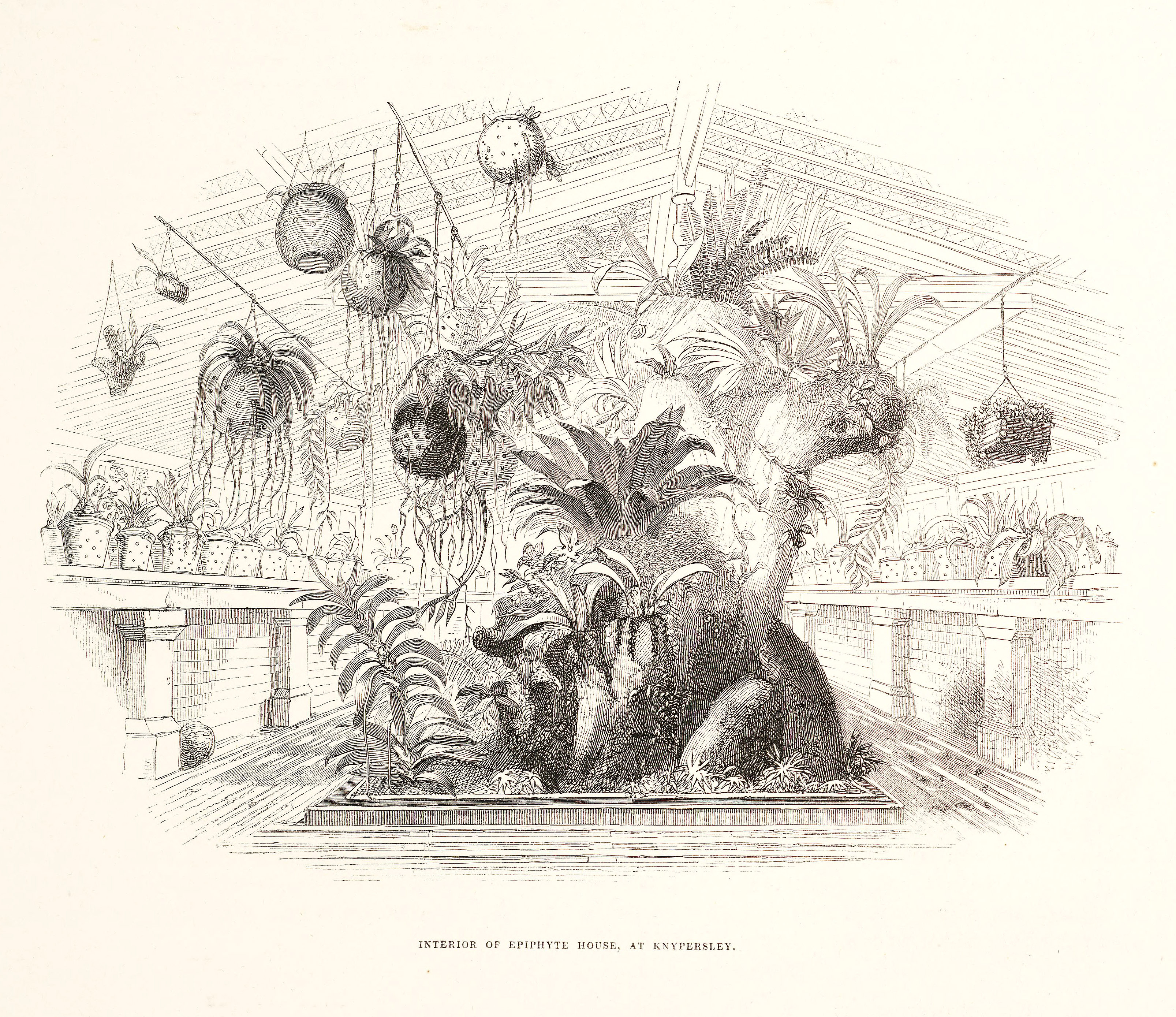

Температу́рная гру́ппа (температу́рный режи́м) — термин, используемый в описании агротехники комнатных и оранжерейных тропических растений. Традиция делить тропические растения на три температурные группы и культивировать в трёх разных оранжереях сложилась в Англии в XIX веке.
Большинство специалистов выделяет три условные температурные группы:
- Тёплая (warm). Объединяет виды, для которых оптимальной является летняя дневная температура 25—32 °С и зимняя ночная 18—20 °С.
В литературе часто используется сокращение «W» (Warm growing)
Примеры: Phalaenopsis lowii, Psygmorchis pusilla.
- Умеренная (intermediate). Включает в себя растения, требующие более прохладных условий. Летняя дневная температура — 18—22 °С, минимальная зимняя ночная — 12—15 °С.
В литературе часто используется сокращение «I» (Intermediate growing)
Примеры: Paphiopedilum insigne, Sedirea japonica.
- Холодная (cold). Виды, обитающие в высокогорьях или в районах с субтропическим климатом. Для них желательна дневная температура не выше 20-22 °C и зимняя ночная 5—10 °С. 
В литературе часто используется сокращение «C» (Cool growing)
Для вечнозеленых растений субтропической флоры, например для некоторых видов акаций, эвкалиптов, рододендронов, осенью и зимой температуру поддерживают не выше 5—6 °C, так как при более высокой температуре (10—12 °C) растения могут начать интенсивно вегетировать, что приведёт к нарушению биологических и фенологических циклов[1].

Бо́льшая часть встречающихся в культуре растений может выращиваться при умеренных температурах.
Помимо научной литературы термин употребляется в художественных произведениях, в частности в романах Рекса Стаута о знаменитом сыщике Ниро Вульфе.
В теплой оранжерее Вульф выращивал фаленопсисы, онцидиумы, ванды, некоторые виды венериных башмачков. В каттлейной (умеренной) оранжерее были собраны каттлеи, лелии, дендробиумы и гибриды, которые требовали теплого содержания в течение всего года, кроме зимнего сезона, во время которого ночная температура понижалась до 12 — 15 °С. В холодной оранжерее с зимней ночной температурой 10 — 12 °С у Вульфа росли цимбидиумы, одонтоглоссумы, целогины, мильтонии, масдевалии и другие высокогорные виды.Коломейцева Г., Орхидеи Ниро Вульфа. Журнал - Мир растений, 2001, N 10, С. 3 — 9.